# Hogna indefinida
Hogna indefinida este o specie de păianjeni din genul Hogna, familia Lycosidae. A fost descrisă pentru prima dată de Mello-leitao, 1941. Conform Catalogue of Life specia Hogna indefinida nu are subspecii cunoscute.